# Tulbaghia cernua
Tulbaghia cernua là một loài thực vật có hoa trong họ Amaryllidaceae. Loài này được Fisch., C.A.Mey. & Avé-Lall. miêu tả khoa học đầu tiên năm 1843.